# Ulrich Wotschikowsky

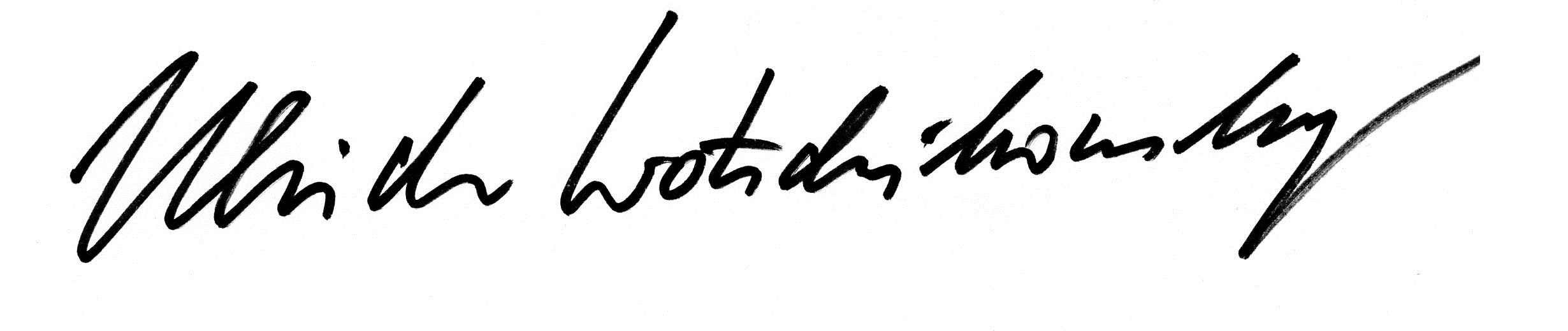
Unterschrift von Ulrich Wotschikowsky

Ulrich Wotschikowsky (* 8. März 1940 nahe Cottbus in Brandenburg; † 30. August 2019 in Garmisch-Partenkirchen) war ein deutscher Wildbiologe und Förster. Bekanntheit erlangte er durch seine Tätigkeit in der Verwaltung des Nationalparks Bayerischer Wald, durch sein Mitwirken an der Gründung des Ökologischen Jagdverbands (ÖJV) sowie zuletzt aufgrund seiner Forschungstätigkeit und Arbeit als Experte im Wolfsmanagement.

## Leben
Ulrich Wotschikowsky wurde 1940 in der Nähe des brandenburgischen Cottbus als Kind einer Familie mit sorbischen Wurzeln geboren. Als Kind zog er mit seinen Eltern nach Hohenschwangau in Bayern, wo die beeindruckende Bergwelt den Grundstein für Wotschikowskys lebenslange Begeisterung für die Natur legte. In den 1960er Jahren absolvierte ein Studium der Forstwissenschaft und arbeitete anschließend in der Bayerischen Staatsforstverwaltung, wo er zwischen 1973 und 1977 stellvertretender Leiter des wenige Jahre zuvor gegründeten Nationalparks Bayerischer Wald war und für Wildtiermanagement und Öffentlichkeitsarbeit verantwortlich zeichnete. Aufgrund von Meinungsverschiedenheiten über die Zielsetzung des Nationalparks schied er 1978 als Forstoberrat aus dem Staatsdienst aus.
Beginnend mit dem Jahr 1983 war Wotschikowsky – nach einer Zwischenstation als Redakteur der Hamburger Jagdzeitschrift „Jäger“ – als freiberuflicher Wildbiologe tätig, u. a. als Projektleiter der Wildbiologischen Gesellschaft München (WGM). Schwerpunkte seiner dortigen Tätigkeit waren Projekte zu Jagd- und Schalenwildmanagement und zu großen Beutegreifern (Luchs, Bär, Wolf). Zwischen 1983 und 1992 leitete er im Revier Hahnebaum im Auftrag des Landes Südtirol ein Forschungsprojekt zu Rehen in den Alpen und unterrichtete zugleich an der örtlichen Jagdschule. Über zwei Monate hinweg betrieb er am Wolfsprojekt Finlayson im Yukon Feldforschung an der Seite des kanadischen Biologen und Wolfsforschers Bob Hayes, dessen Buch „Wolves of the Yukon“ er später ins Deutsche übersetzte.
Wotschikowsky war früher Befürworter, Mitinitiator und Gründungsmitglied des Ökologischen Jagdverbands (ÖJV). Aufgrund eines aus seiner Sicht zu unversöhnlichen Auftretens der damaligen Vereinsführung gegenüber der übrigen Jägerschäft und um seine Unabhängigkeit zu wahren, gab er im Jahr 1998 seinen Austritt aus dem Verband bekannt, betrachtete den ÖJV aber weiterhin als positive Erscheinung und wichtiges Gegengewicht zu den traditionellen Jagdverbänden, bei denen „der Stachel ÖJV [...] gewirkt hat wie Sporen bei einem müden Gaul.“
Als Mitglied der Large Carnivore Initiative for Europe (LCIE) war Wotschikowsky Teil einer von dem italienischen Biologen Luigi Boitani geleiteten europäischen Expertengruppe für große Beutegreifer innerhalb der Species Survival Commission (SSC) der International Union for the Conservation of Nature (IUCN). LCIE berät u. a. die Europäische Kommission bezüglich der fünf großen Beutegreifer Europäischer und Iberischer Luchs, Wolf, Bär und Vielfraß.
Seit Ende August 2014 betrieb er die Internetseite woelfeindeutschland.de, auf der er gemäß eigenem Anspruch „aktuelle, kritische und kompetente Information über das Wolfsgeschehen in Deutschland“ und dem Ausland bereitstellte.
Im Privatleben war Wotschikowsky, der zuletzt im bayerischen Oberammergau lebte, aktiver Jäger, Hundeführer (Wachtelhund), Angler und Kanufahrer.
Am 30. August 2019 ist er nach schwerer Krankheit einem Krebsleiden erlegen. Mehrere Zeitungen und Interessensverbände, darunter die Süddeutsche Zeitung, die Tageszeitung Die Welt, die Zoologische Gesellschaft Frankfurt (ZGF), die Gesellschaft zum Schutz der Wölfe (GzSdW) und der Ökologische Jagdverband (ÖJV), veröffentlichten Nachrufe auf ihn.

## Auszeichnungen
Für seine Verdienste um die Wiederansiedlung des Luchses in Bayern erhielt er 2018 den mit 10.000 Euro dotierten Förderpreis „Wilde Alpen“ der Gregor Louisoder Umweltstiftung.

## Veröffentlichungen
- C. Promberger, M. Dahlström, U. Wotschikowsky, E. Zimen, P. Wabbakken: Wolves in Sweden and Norway. In: C. Promberger, W. Schroder: Wolves in Europe – Status and perspectives. Munich Wildlife Society, Ettal 1993, S. 8–13.
- U. Wotschikowsky: Die Rehe von Hahnebaum. Wildbiologische Ges. München, Ettal 1996.
- R. D. Hayes, A. M. Baer, U. Wotschikowsky, A. S. Harestad: Kill rate by wolves on moose in the Yukon. In: Canadian Journal of Zoology. Band 78, 2000, S. 49–59.
- A. Fischer, U. Wotschikowsky: Wald und Schalenwild in den Isarauen – Waldökologisch-wildbiologisches Gutachten für das Rotwildgebiet Isarauen. Hrsg. Wissenschaftszentrum Weihenstephan für Ernährung, Landnutzung und Umwelt der Technischen Universität München und Bayerische Landesanstalt für Wald und Forstwirtschaft. 2004, ISBN 3-933506-28-X.
- U. Wotschikowsky, O. Simon, K. Elmauer, S. Herzog: Leitbild Rotwild – Wege für ein fortschrittliches Management. Hrsg. Deutsche Wildtier Stiftung. Hamburg 2006, DNB 995514658.
- U. Wotschikowsky: Wölfe, Jagd und Wald in der Oberlausitz. Endbericht. Vauna 2006.
- P. Kaczensky, G. Kluth, F. Knauer, G. Rauer, I. Reinhardt, U. Wotschikowsky: Monitoring von Grossraubtieren in Deutschland. (= BfN-Skripten. 251). 2009.
- I. Reinhardt, P. Kaczensky, F. Knauer, G. Rauer, G. Kluth, S. Wölfl, D. Huckschlag, U. Wotschikowsky: Monitoring von Wolf, Bär und Luchs in Deutschland. (= BfN-Skripten. 413). 2015.
- Ulrich Wotschikowsky: Das Gamswild. Hrsg. Ökologischer Jagdverein Bayern. 2018.
- S. Ehrhart, J. Lang, O. Simon, U. Hohmann, N. Stier, M. Nitze, M. Heurich, U. Wotschikowsky, F. Burghardt, J. Gerner, U. Schraml: Ungulate management in Germany's forested national parks: Analysis and recommendations. In: Natur und Landschaft. Band 93, 2018, S. 485–493.